# 大瑶鎮
大瑶鎮（たいようちん）は中華人民共和国湖南省長沙市瀏陽市の鎮。

## 行政区画
- 南山村
- 楓林村
- 強盛村
- 上升村
- 南陽村
- 李畋村
- 老桂新村（迎新村、老桂村、観閣村が合併し、現在の老桂新村が発足。）
- 鑫和村（山斗村、大山村が合併し、現在の鑫和村が発足。）
- 端里村
- 華園村（華園村、黄崗沖村が合併し、現在の華園村が発足。）
- 楊花村
- 南川社区
- 崇文社区
- 匯豊社区
- 天和社区

## 歴史
1950年、大瑶区に設置。
1956年、大瑶郷に復名。
1958年、「紅旗人民公社」と改称。
1983年2月、大瑶区に復設。
1995年、大瑶鎮に昇格。
2015年、楊花郷、大瑶鎮が合併し、現在の大瑶鎮が発足。

## 経済

### 名物・特産品
- 爆竹
- 機械
- 在来紙
- 建材
- 陶瓷

## 地理
大瑶鎮は瀏陽市の南部に位置し、北は荷花街道と、東は澄潭江鎮、江西省萍郷市上栗県金山鎮と、西は棖沖鎮と、南は金剛鎮とそれぞれ接している。
- 河川：南川河
- 山：九華山、香炉尖（標高477メートル）
- ダム湖：団結水庫、天子水庫

## 教育
- 大瑶中学
- 瀏陽市第二中学

## 病院
- 瀏陽市第六医院

## 交通

### 道路
- 高速道路：長瀏高速道路
- 国道：106国道、319国道
- 省道：310省道
- 県道：瑶青線、大楊線、楊大線
- 新城大道、花砲大道、天和大道、迎賓大道

## 観光
- 中国花砲文化博物館
- 邱仙姑廟（云台山）
- 邱家大屋
- 呉楚国界
- 古漢墓群
- 獅子岩
- 九華山
- 金樹山寺
- 三元宮
- 財神廟
- 社君廟
- 李畋廟
- 李畋故里
- 李畋公園
- 千年古樟

## 出身有名人
- 李畋（中国語版）：花炮の発明者
- 張紹修：医学者
- 欧陽寿廷：湘劇（中国語版）俳優
- 王正權：教育者
- 王人美：女優
- 王人芸：音楽家
- 鄧公衡：革命烈士